# Ашрапова, Лидия Леонтьевна
Лидия Леонтьевна Ашрапова (урождённая Неустроева; 28 августа 1935, Амга, РСФСР, СССР — 21 апреля 2023) — советская и казахстанская актриса, Заслуженная артистка Казахской ССР, член Гильдии киноактеров России.

## Биография
Лидия родилась в селе Амга в Якутии. До 1952 года училась в Ташкентском хореографическом училище. С 1952 по 1954 год работала в местной филармонии, после чего была солисткой в Казахском ансамбле песни и танца, принимала участие в съёмках на киностудии «Казахфильм». В 90-х вместе с супругом (Асхатом Ашраповым) переехала в Подмосковье. В 1990 году основала кинокомпанию «Альянс» и стала её художественным руководителем. Потом перебралась в Крым, где поддерживала состояние больного супруга.
Была депутатом районного совета 101 округа Фрунзенского района Алма-Аты, заместителем председателя жилищно-бытовой комиссии при Союзе кинематографистов Казахской ССР, председателем Ассоциации женщин-кинематографистов Казахстана, а также председателем Правления киностудии «Эдельвейс». Неоднократно назначалась делегатом съезда кинематографистов СССР.
Скончалась 21 апреля 2023 года.

## Фильмография

### Роли в кино
1. 1955 — Девушка-джигит — Галия Эрденова
2. 1955 — Мать и сын — Сауле
3. 1956 — Мы здесь живём — Халида Торгунова
4. 1957 — Наш милый доктор — актриса
5. 1957 — Рыбаки Арала — Сенем
6. 1959 — Возвращение на землю — Сабира
7. 1960 — В одном районе — Майра Баянова
8. 1961 — Если бы каждый из нас — Маржан Серкебаева
9. 1963 — И в шутку, и всерьёз — Раушан
10. 1967 — Звучи, там-там! — мать Армена
11. 1968 — Ангел в тюбетейке — гостья
12. 1970 — Конец атамана — Сабира
13. 1971 — Кыз Жибек — Майра Баянова
14. 1975 — Храни свою звезду — Айша
15. 1978 — Кровь и пот — жена Кудайменде
16. 1979 — Серебряный рог Ала-Тау — жена Мергенбая
17. 1979 — Погоня в степи — эпизод
18. 1981 — Три дня праздника — пассажирка
19. 1986 — На перевале — жена Аманбая